# ديكلان إيدج
ديكلان إيدج (بالإنجليزية: Declan Edge)‏ هو لاعب كرة قدم نيوزيلندي، ولد في 18 سبتمبر 1965 في مدينة ملقا في ماليزيا. شارك مع منتخب نيوزيلندا لكرة القدم. أما مع النوادي، فقد لعب مع أديلايد سيتي وشروزبري تاون ونوتس كاونتي.

## وصلات خارجية
- ديكلان إيدج على موقع الاتحاد الدولي (مؤرشف)  (الإنجليزية)
- ديكلان إيدج على موقع قاعدة بيانات كرة القدم.إي يو (الإنجليزية)
- ديكلان إيدج على موقع ناشيونال فوتبول تيمز (الإنجليزية)